# Déu del temps
Diverses mitologies tenen una figura coneguda com el déu del temps, una divinitat que regeix el pas de les hores, de les estacions i de la vida humana (com les moires i els seus derivats). Aquests atributs poden estar units en una sola figura o repartits entre diversos déus i dees. A continuació, s'inclouen alguns dels déus del temps més representatius:
- Aah (déu egipci del calendari)
- Aeternitas (divinitat romana)
- Aion (mitologia fenícia)
- Anataboga (divinitat balinesa)
- Anna Perenna (dea llatina)
- Cronos (mitologia grega)
- Geras (déu grec)
- Janus (déu romà)
- Kalachakra (divinitat budista)
- Kali (dea hindú)
- Khonsu (déu egipci)
- Hores (divinitats gregues)
- Huh (déu de l'eternitat egípcia)
- Saturn (mitologia romana)
- Tai-sui Hing (mitologia xinesa)
- Vertumne (déu etrusc)